# Чугурма
Чугурма (узб. Choʻgirma) — мужская меховая шапка, национальный головной убор хорезмийцев, появление которой восходит к истории древнего Хорезма. Во время существования Хивинского ханства уделялось большое внимание качеству и практичности головного убора, поэтому чугурма получила широкое распространение.

## Описание
Одно из самых главных преимуществ этого головного убора это, то что под этой лёгкой шапкой, создается особый микроклимат. Благодаря чему во время жары или холода, головной убор создаёт удобство человеку. Летом чугурма спасает от перегрева на солнце, а зимой служит защитой от холода.
Во времена Хивинского ханства чугурму шили с учётом занимаемого должности. Например, чугурма из меха каракуля была символом принадлежности к высокой государственной или религиозной должности. В некоторых случаях (например для хана и других высокопоставленных чиновников) она шилась из каракулевых шкурок с длинной кудрявой шерстью и по стоимости равнялась цене верблюда или коровы с теленком.
Чугурма является мужской меховой шапкой и одним из символов мужчины. Поэтому этот головной убор пользуется большим почётом среди жителей Хорезма. Например, из преданий изветсно, что вплоть до 1930-х годов чугурмой пользовались при выдаче девушек замуж. Чугурму с силой кидали в парня, и если он падал — ему отказывали в женитьбе.
Чугурмы отличаются по внешнему виду и материалу, из которого произовдятся. Дорогие чугурмы шились из хорошего серого или золотистого каракуля, или из пышного меха куницы, выдры, лисицы, ондатры. Простые шили из шкур особой породы баранов с шелковистой и кудрявой шерстью или из козьих шкур. Шапки шились парадные и будничные. Люди старшего возраста носили белую чугурму, среднего — серую, а молодые — цветную.

## Изготовление
Чугурму изготавливает мастер, которого называют чугурмадоз. Методика изготовления такова: берут баранью шкуру, которую дубят. Через день её обмазывают опорой или же горьким кислым молоком, и держат на солнце в течение 3-х дней, после чего выскабливают всю смазку. Из прошедшей обработку шкурки за два — три часа можно сшить чугурму. Изнутри шапку обшивали крашенной бязью и делали ватный подклад. Изготовлением чугурмы в Хорезме традиционно занимались только мужчины. Ремесло передавалось по наследству, мастера, овладевшие этим искусством в совершенстве, ценились особо и были уважаемыми людьми в своих селениях. Изготовление чугурмы в качестве профессионального занятия сохранилось у хорезмийцев и в наши дни.